# リビティナ (小惑星)
リビティナ (2546 Libitina) は小惑星帯にある小惑星。アーネスト・ジョンソンがヨハネスブルグのユニオン天文台で発見した。
ローマ神話の死と葬儀を司る女神リビティーナに因んで名付けられた。